# Деккерт, Гюнтер
Гю́нтер Де́ккерт (нем. Günter Deckert; 9 января 1940, Гейдельберг — 31 марта 2022, Вайнхайм) — немецкий неонацистский политик, в 1991—1996 — председатель Национал-демократической партии. Способствовал усилению правого экстремизма в партийной политике. Являлся депутатом городского совета Вайнхайма и районного совета Рейн-Неккара. В 1995—2000 отбывал уголовное наказание за отрицание Холокоста, разжигание расовой ненависти и подстрекательство к мятежу. По профессии — школьный учитель.

## Преподаватель языков
После окончания средней школы в Вайнхайме изучал иностранные языки в Гейдельбергском и Кильском университетах, а также в университете Монпелье. Стажировался как преподаватель в международной общеобразовательной школе Гейдельберга.
В 1968—1982 — учитель английского и французского языков в мангеймской школе, с 1972 — старший преподаватель. Работал в ряде общеобразовательных школ Баден-Вюртемберга.
В 1988 уволен за правоэкстремистскую пропаганду с лишением пенсии. Занимался туристическим бизнесом.

## Националистический активист
Политическую активность Гюнтер Деккерт начинал в 1962 в молодёжной организации либеральной Свободной демократической партии (в данной партии тогда ещё преобладало правое крыло). Вышел из неё в 1964 из-за несовместимости программы СвДП с ультранационалистическими и реваншистскими позициями (наибольшее возмущение Деккерта вызывало согласие СвДП с границей по Одеру — Нейсе).
В 1966 Гюнтер Деккерт вступил в Национал-демократическую партию (НДП). С 1968 — председатель организации НДП в Мангейме, с 1972 возглавил земельную организацию Баден-Вюртемберга. В 1975 возглавил молодёжную организацию НДП и стал заместителем председателя партии (этот пост занимал Мартин Мусгнуг) по пропаганде и связям с общественностью. Неоднократно баллотировался от НДП в бундестаг, избран не был.
В 1979 Деккерт вошёл в комитет за восстановление смертной казни. В 1981 он написал брошюру Ausländer-Stop — Handbuch gegen Überfremdung («Остановить иностранцев. Руководство против иностранного проникновения»). Текст, выдержанный в духе крайней ксенофобии (хотя в то время антииммигрантские настроения в ФРГ были ещё не столь распространены) опубликовал в Киле издатель-националист Дитмар Мунир.
В 1982 Деккерт формально вышел из НДП, поскольку членство в праворадикальной партии было сочтено несовместимым с преподавательской деятельностью. Продолжал писать и издавать националистические брошюры. В 1988 уволен из системы школьного образования за правый экстремизм. Лишён учительской пенсии.
В 1989 был избран в местный совет Рейн-Неккара. Оставался депутатом до 1999. Состоял также в городском совете Вайнхайма.

## Неонацистский лидер
В начале 1991 Деккерт восстановил членство в НДП. Он возглавил в партии радикальную неонацистскую группу, требовавшую ужесточить курс и сместить «умеренного» Мусгнуга. Этого удалось добиться, после чего Деккерт был избран председателем НДП.
Под руководством Гюнтера Деккерта НДП резко радикализировалась в духе ксенофобии и неонацизма. В центр партийной риторики выдвинулось отрицание Холокоста, оправдание нацистской Германии, всякого рода «ревизия» итогов Второй мировой войны. Партия во многом утратила прежний респектабельный имидж, с большим трудом созданный при Адольфе фон Таддене и Мартине Мусгнуге.
Гюнтер Деккерт тесно сотрудничал с иностранными отрицателями Холокоста. Вместе с Дэвидом Ирвингом он выступал в Дрездене, повторяя геббельсовские оценки бомбардировок 1945. В ноябре 1991 Гюнтер Деккерт организовал в Вайнхайме публичную встречу с Фредом Лейхтером. Переводя выступление Лейхтера, Деккерт назвал Холокост «исторической ложью, сочинённой паразитами, чтобы заткнуть рот Германии». По результатам мероприятия был опубликован «ревизионистский» материал об Освенциме. В результате Деккерт предстал перед судом.

## Судебное преследование и заключение
За оскорбление жертв Холокоста, клевету, разжигание расовой ненависти и подстрекательство к мятежу Деккерт был приговорён к году лишения свободы и штрафу в 10 тысяч марок. Затем Верховный суд оправдал его поскольку подстрекательство к расовой ненависти не было доказано. Учитывая, что его выступления носили откровенно провокационный и антисемитский характер, это дело вызвало большой резонанс. В результате в октябре 1994 года принят так называемый «Закон о преодолении последствий преступлений» (der Verbrechenbekämpfungsgesetz), вступивший в силу с 1 декабря 1994 года. По этому закону максимальный срок наказания составляет 5 лет тюремного заключения.
Судья Вольфганг Мюллер на одном из судебных заседаний 1994 охарактеризовал Гюнтера Деккерта как «умного человека с характером, для которого предмет судебного разбирательства является вопросом сердца». Судья Райнер Орле назвал Деккерта «ответственной личностью сильного характера» и говорил о «хорошем впечатлении», которое Деккерт произвёл на суд. По мнению судьи, Деккерт выражал «законное несогласие» с «нравственными, политическими и финансовыми претензиями, которые евреи выдвигают к Германии через полвека после войны».
Такие оценки вызвали всплеск общественного возмущения. Высказывалось мнение, что судья выносил мягкий приговор, руководствуясь своей симпатией к Деккерту. В 1995 Деккерт вновь был арестован и осуждён по прежним обвинениям на 2 года лишения свободы. В 1996 сдал полномочия председателя НДП Удо Фойгту.
Находясь в тюрьме, Деккерт написал открытое письмо председателю Центрального совета германских евреев Михелю Фридману с призывом покинуть Германию. После этого срок был продлён ещё на 2 года и 3 месяца. Таким образом, в заключении Гюнтер Деккерт находился до октября 2000 — как «опасный разжигатель расовой и национальной вражды».

## Продолжение активности
В августе 2001 инициативная группа граждан выдвигала кандидатуру Деккерта на пост обер-бургомистра Нюрнберга. В 2005 Деккерт возглавил земельную организацию НДП в Баден-Вюртемберге. В 2005 выдвигался кандидатом в бундестаг, но уступил место в списке представителю Немецкого народного союза Свену Эггерсу.
В 2005 Гюнтер Деккерт был выведен из руководства НДП за «недемократический стиль». Вскоре после этого исключён из партии за «нарушение партийного мира и единства». Он был также обвинён в присвоении партийных фондов.
В начале 2012 суд Мангейма приговорил 72-летнего Деккерта к шести месяцам лишения свободы за оскорбление памяти жертв Холокоста.